# تینو پاریسی
تینو پاریسی (انگلیسی: Tino Parisi؛ زادهٔ ۱۴ ژوئن ۱۹۹۵) بازیکن فوتبال است.
از باشگاه‌هایی که در آن بازی کرده‌است می‌توان به باشگاه فوتبال لیورنو اشاره کرد.